# Dímelo (canción de Paulo Londra)
«Dímelo» es una canción interpretada por el cantante y rapero argentino Paulo Londra. Fue publicada el 7 de mayo de 2018, a través de Big Ligas y Warner Music Latina, como el tercer sencillo de su primer álbum de estudio Homerun (2019).

## Antecedentes y composición
Luego del suceso comercial del sencillo «Te amo» con la banda colombiana Piso 21, Londra anunció rápidamente en sus redes sociales el lanzamiento de una nueva canción titulada «Dímelo». El 26 de abril de 2018, el artista develó que el sencillo sería publicado el 7 de mayo de ese año. A pocos días del lanzamiento, Paulo estrenó en su canal de YouTube un adelanto de lo que sería canción.
La pista fue escrita por Londra y producida por Ovy on the Drums. La canción está compuesta sobre una base completamente de trap presentando una variedad en su sonido, donde se destacan la influencia de los ritmos caribeños.

## Video musical
El videoclip fue dirigido por Jonathan Quintero y protagonizado por la modelo colombiana Daniela Arango, quien interpreta a una joven que atraviesa un momento crítico en la relación con su pareja. En sus primeras 24 horas, la canción logró alcanzar las tres millones de reproducciones en YouTube, lo que colocó al video en la primera posición de lo más visto en Argentina. En julio de 2018, a dos meses de su estreno, el video llegó a las 95 millones de reproducciones. A fines de ese año, en diciembre, «Dímelo» alcanzó la cifra de 165 millones de visualizaciones en la plataforma, lo que convirtió al sencillo en uno de los mayores éxitos de Londra de ese año.

## Premios y nominaciones
| Año  | Premiación            | Categoría                             | Resultado | Ref.   |
| ---- | --------------------- | ------------------------------------- | --------- | ------ |
| 2019 | Premios Carlos Gardel | Mejor canción de música urbana / trap | Nominado  | [ 11 ] |

## Posicionamiento en las listas
| Listas (2018)                       | Mejor posición |
| ----------------------------------- | -------------- |
| Argentina (CAPIF)                   | 5              |
| Argentina Nacional (Monitor Latino) | 12             |
| Paraguay (Monitor Latino)           | 9              |
| Perú (UNIMPRO)                      | 556            |

## Certificaciones
| País      | Organismo certificador | Certificación | Ventas certificadas | Simbolización | Ref.   |
| --------- | ---------------------- | ------------- | ------------------- | ------------- | ------ |
| Argentina | CAPIF                  | Platino       | 20 000              | ▲             | [ 16 ] |

## Créditos y personal
Adaptados desde Genius.

### Producción
- Paulo Londra: voz y composición.
- Ovy on the Drums: producción y composición.
- Kristoman: composición.

### Técnico
- Wain: ingeniería de masterización e ingeniería de mezcla.
- Ovy on the Drums: ingeniería de grabación.

## Historial de lanzamientos
| Región | Fecha             | Formato(s)                 | Sello(s) discográfico(s) | Ref.   |
| ------ | ----------------- | -------------------------- | ------------------------ | ------ |
| Varios | 7 de mayo de 2018 | Descarga digital streaming | Big Ligas Warner         | [ 18 ] |